# محمد بن احمد عبدالغنی
محمد بن احمد عبدالغنی (عربی: محمد بن أحمد عبد الغني؛ زادهٔ ۱۸ مارس ۱۹۲۷ – درگذشتهٔ ۲۲ سپتامبر ۱۹۹۶) یک سیاستمدار اهل الجزایر بود. وی از ۸ مارس ۱۹۷۹ تا ۲۲ ژانویه ۱۹۸۴ نخست‌وزیر الجزایر بود.